# Ильинский, Григорий Андреевич
Григо́рий Андре́евич Ильи́нский (11 (23) марта 1876, Санкт-Петербург — 14 декабря 1937, Томск) — русский и советский филолог-славист, историк и археограф. Член-корреспондент РАН (1921).

## Биография
Окончил 6-ю петербургскую гимназию (1894) и историко-филологический факультет Санкт-Петербургского университета с золотой медалью за сочинение «Орбельская Триодь» (1898). Был оставлен на кафедре славянской филологии для подготовки к профессорскому званию.
С 1 мая 1901 по 1 мая 1903 находился в заграничной командировке для продолжения образования, слушал лекции в университетах Праги, Лейпцига и Вены и занимался в архивах.
С 1904 года — приват-доцент кафедры славистики в Санкт-Петербургском университете, затем преподавал в университетах Харькова (с 1907; с 1909 года — профессор), Юрьева (1916—1920), Саратова (1920—1928), Казани, Москвы.
Доктор филологии с 1911 года; его диссертация «Грамоты болгарских царей» была удостоена Ломоносовской премии. Член-корреспондент Российской Академии наук с 1921 года, академик Болгарской (с 1929) и Польской (с 1930) академий наук.
Основные труды Ильинского связаны с древней историей славянских языков. Его фундаментальная 600-страничная «Праславянская грамматика» (Нежин, 1916) заложила основы современных представлений о праславянском языке. Ильинский также много выступал в качестве публикатора памятников славянской письменности XI—XIII вв.
Был арестован 11 января 1934 года по сфабрикованному НКВД делу «Русской национальной партии», осужден на 10 лет лагерей и отправлен на Соловки. Затем тюрьма была заменена ссылкой, в 1936 году Ильинский был освобождён и поселился в Томске, где заведовал библиотекой Музея Краеведения. В 1937 году был арестован повторно и 14 декабря расстрелян. Значительная часть поздних научных работ Ильинского безвозвратно утрачена.

## Произведения
- Молитва на дьявола. Церковно-славянский текст западно-славянского происхождения / Предисл. А. И. Соболевского. СПб., 1899.
- О некоторых архаизмах и новообразованиях праславянского языка. Морфологич. этюды Г. А. Ильинского. Прага, 1902.
- Ильинский Г.А. Сложные местоимения и окончания родительного пад. ед. ч., м. и ср. р. неличных местоимений в славянских языках: Этимол. исслед.. — 2 изд. с испр. и доп.. — Москва, 1905. Первое издание: Ильинский Г. А. Сложные местоимения и окончания род. п. ед. ч. муж. и ср. р. неличных местоимений в славянских языках: Этимологическое исследование / Г. А. Ильинский.- Варшава, 1903.
- История славян. Курс, читанный в Харьковском университете в осеннем полугодии 1908 г. Ч. 1. Харьков, 1908.
- Рукописи Зографского монастыря на Афоне. София, 1908.
- Грамоты болгарских царей. М, 1911.
- Слепченский апостол XII века. М., 1911.
- Звук ch в славянских языках. Пг., 1916.
- Праславянская грамматика, Нежин, 1916.
- Славянская этимология. I—XXXV. [СПб.], 1919.
- Ильинский, Г. Златоструй А. Ф. Бычкова XI века. Издава Българската академия на науките (= Български старини, 10). София, 1929